# Isturits
 Isturits  (en español, Istúriz, en vasco Izturitze) es una población y comuna francesa, en la región de Aquitania, departamento de Pirineos Atlánticos, en el distrito de Bayona y cantón de País de Bidache, Amikuze y Ostibarre.

## Heráldica
En campo de gules, una torre de oro, mazonada y adjurada de sable, abierta de gules, acompañada en el cantón siniestro del jefe de un murciélago de plata.

## Demografía
| Gráfica de evolución demográfica de Isturits entre 1800 y 2012 |
|                                                                |

Fuentes: Ldh/EHESS/Cassini e INSEE.